# Udea ferrugalis
Botys ferrugineux
Espèce
Le Botys ferrugineux (Udea ferrugalis) est une espèce de lépidoptères (papillons) de la famille des Crambidae et de la sous-famille des Spilomelinae.

## Description
L'imago d’Udea ferrugalis a une envergure comprise entre 18 et 24 mm. 

## Répartition
Udea ferrugalis est présent en Europe, en Afrique et en Asie. Il est répandu dans toute la France métropolitaine. 

## Biologie
La chenille peut être observée sur diverses espèces de plantes basses, dont Artemisia vulgaris, Scrophularia nodosa, Stachys, Mentha et Urtica dioica[réf. souhaitée].